# Cai Yan
Pour les articles homonymes, voir Cai.
Dans ce nom chinois, le nom de famille, Cai, précède le nom personnel Wenji.
Cai Yan (née vers 174-178, morte après 206), également connue sous le nom Cai Wenji, était une poétesse chinoise de la dynastie Han. Elle était la fille de Cai Yong, lettré éminent.
Son prénom social était à l'origine Zhaoji, mais il fut changé en Wenji durant la dynastie Jin pour éviter un tabou onomastique avec Sima Zhao[réf. nécessaire].
Elle passa une partie de sa vie en tant que prisonnière du peuple Xiongnu.
Trois poèmes lui sont attribués.

## Biographie
Cai Yan était la fille de Cai Yong, grand lettré de la dynastie Han, mort en prison après la mort de l'usurpateur Dong Zhuo.
Elle est née dans la préfecture de Yu (圉縣), dans la commanderie de Chenliu (陳留) (aujourd'hui le xian de Qi, Henan). L'année de sa naissance n'est exactement pas connue : entre 174 et 178.
Elle fut mariée à 15 ans à Wei Zhongdao (衛仲道) qui mourut peu après sans aucune descendance.
Vers 194, durant les troubles qui ont eu lieu à la fin de la dynastie des Han, Cai Yan fut capturée par les Xiongnu, et mariée au « Digne Roi de gauche », Zuo Xianwang, l'un des chefs d'un groupe Xiongnu en exil. Elle demeura captive pendant douze années et donna deux fils à son nouvel époux.
Vers 206, Cao Cao, qui tenait Cai Yong en grande estime, paya une rançon pour libérer Cai Yan, afin qu'elle puisse assurer une descendance à la famille de Cai Yong. Cao Cao la maria avec Dong Si (董祀), un fonctionnaire militaire. Son nouvel époux est plus tard condamné à mort, mais Cai Yan réussit à obtenir sa grâce auprès de Cao Cao,.
Elle mourut à une date inconnue, après 206.
La bibliothèque de Cai Yong, qui aurait contenu environ quatre mille rouleaux, avait été dispersée et en partie détruite. Cao Cao fit appel à Cai Yan pour en reconstituer une partie : celle-ci prétendit pouvoir réciter environ quatre cents rouleaux par cœur, et les coucha par écrit. Toutefois, la bibliothèque de Cai Yong ayant en partie été sauvée par son étudiant Wang Can, il faut sans doute penser que la contribution de Cai Yan a consisté en une restitution additionnelle des volumes préservés. Les louanges adressées à l'excellence de sa restitution viseraient sans doute plutôt sa calligraphie.

## Œuvre
Trois poèmes relatifs à sa vie chez les Xiongnu ont été attribués à Cai Yan. Elle s'y plaint de sa vie de prisonnière et exprime sa douleur d'avoir à abandonner ses deux enfants à son retour de captivité.
Deux de ces poèmes portent le même titre de Beifen shi (悲憤詩, Poème de ressentiment douloureux) : l'un est un poème narratif (xushi shi) composé de cent-huit pentamètres, l'autre est un poème lyrique (shuqing shi), imitant les Poèmes de Chu, de trente-huit vers de sept caractères. Ces deux poèmes figurent au chapitre 84 du Hou Hanshu (composé en 424-445), dans la biographie consacrée à Cai Yan,.
Le troisième est une suite, Hujia shiba pai (Dix-huit stances pour chalumeau barbare). Il figure dans le Yuefu shiji (zh), recueil datant du xie siècle dû à Guo Maoqian (en). Qu'il soit dû à Cai Yan ou non, ce poème est unique dans la poésie ancienne par son expression d'une voix féminine.
Bien que l'attribution à Cai Yan de ces poèmes ait fait débat dès le xie siècle, le poème pentasyllabique est stylistiquement comparable aux poèmes écrits durant l'ère Jian'an (196-219), et en est l'un des chefs-d'œuvre. Le premier à avoir mis en doute l'attribution de ces poèmes à Cai Yan est l'écrivain Su Shi (1036-1101). De nos jours, le premier des poèmes figurant dans le Hou Hanshu, en cinq caractères, est généralement considéré comme étant de la main de Cai Yan, le second comme étant plus tardif.
Ci-dessous un extrait du Poème de ressentiment douloureux en cinq caractères (五言) :
| 《悲憤詩》               | Poème de tristesse et de colère                                                                                               |
| 處所多霜雪，胡風春夏起。 | Mon logement est souvent couvert par le gel et la neige, Les vents étrangers apportent à nouveau le printemps et l'été ;      |
| 翩翩吹我衣，蕭蕭入我耳。 | Ils soufflent doucement dans ma robe, Et soufflent un vent glacé dans mon oreille ;                                           |
| 感時念父母，哀嘆無窮已。 | Les émotions agitées, je pense à mes parents, Pendant que je pousse un long soupir de chagrins sans fins                      |
| 有客從外來，聞之常歡喜。 | Quand les lointains voyageurs viennent me voir Il m'arrive souvent de faire la joie de leurs nouvelles ;                      |
| 迎問其消息，輒復非鄉里。 | Je ne perdais pas de temps à leur lancer des questions impatientes, Pour voir que les invités ne sont pas de ma ville natale. |

## Héritage
Les histoires de Cai Wenji se propagent essentiellement avec le sentiment de tristesse, et inspirent les artistes futurs à garder la représentation de son passé.
Son retour fut l'objet de la peinture "Cai Wenji retourne dans son pays natal" (文姬 归汉 图) de Zhang Yu, qui est maintenant conservé dans le long couloir du Palais d'été. L'écrivain chinois moderne Guo Moruo a écrit une pièce de théâtre sur sa vie et il existe aussi une interprétation de l'Opéra de Pékin.
Sont nommés en son honneur :
- Caiwenji, cratère sur Vénus[6] ;
- Ts'ai Wen-chi, cratère sur Mercure[7].

## Jeux vidéo
Cai Wenji est un personnage jouable dans Dynasty Warriors: Strikeforce 2. Elle est avec le Wei et a un ehru (violon chinois) comme arme. Elle est aussi jouable depuis Dynasty Warriors 7 où elle a une harpe comme arme. Elle peut aussi être trouvée dans la série Romance of the Three Kingdoms.

## Traductions
- (en) Kang-i Sun Chang (dir.) et Haun Saussy (dir.), Women Writers of Traditional China : An Anthology of Poetry and Criticism, Stanford University Press, 1999  — Can Yan, p. 22-30
- « Dix-huit stances sur chalumeau barbare », trad. Isabelle Falaschi, dans Vincent Durand-Dastès et Valérie Lavoix (dir.), Une robe de papier pour Xue Tao. Choix de textes inédits de littérature chinoise, espaces&signes, 2015